# Michael McCleery
Michael McCleery (Chicago, 18 agosto 1959) è un attore statunitense.
È nato a Chicago nel 1959 dal medico Robert S. McCleery e Virginia Kavanaugh e si trasferì a Nashville, dove nacque il fratello Gary.
Ha iniziato la sua carriera di attore nel 1973 a 13 anni ed ha continuato anche negli anni seguenti. Ha anche partecipato nel film L.A. Confidential del 1997.

## Filmografia parziale
- Gli amici di Eddie Coyle (The Friends of Eddie Coyle), regia di Peter Yates (1973)
- Harry e Tonto (Harry and Tonto), regia di Paul Mazursky (1974)
- Doppia identità (Impulse), regia di Sondra Locke (1990)
- L.A. Confidential, regia di Curtis Hanson (1997)
- Radio Killer (Joy Ride), regia di John Dahl (2001)
- Il delitto Fitzgerald (The United States of Leland), regia di Matthew Ryan Hoge (2003)